# Gobierno de Pavel Filip

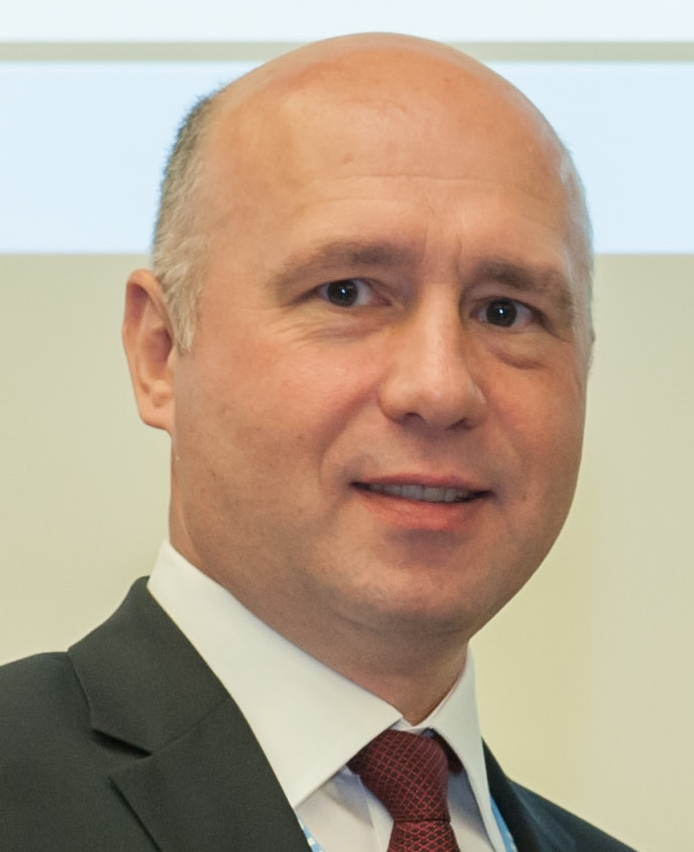
Pavel Filip

El gobierno de Pavel Filip es el Consejo de Ministros que gobierna la República de Moldavia a partir del 20 de enero de 2016.

## Historia
Después de largas negociaciones entre los tres partidos parlamentarios pro-europeos, el PLDM, el PDM y el PL, no se ha alcanzado ningún consenso. El país ha entrado en una crisis política. Después de que Vlad Plahotniuc anunció su regreso a la política y al Partido Demócrata el 21 de diciembre de 2015, declarando que él "participaría directamente en la formación de la mayoría parlamentaria que asegure un gobierno estable y que [...] sea capaz de obtener los votos requeridos para la elección del presidente del país en marzo del próximo año", unas horas más tarde, un grupo de 14 diputados comunistas anunciaron que abandonan la facción del Partido de los Comunistas y que formarán su propia plataforma parlamentaria: la Plataforma Socialdemócrata Para Moldavia. Luego PDM y el grupo de ex comunistas comenzaron a llevar la discusión sobre la formación de una mayoría parlamentaria.
El 13 de enero de 2016, la mayoría parlamentaria recién formada sometió a Vlad Plahotniuc al puesto de primer ministro, pero el presidente de Moldavia Nicolae Timofti, rechazó su candidatura con la motivación que hay "sospechas razonables de que el Sr. Vladimir Plahotniuc no cumple con los criterios de integridad necesarios para su nombramiento como Primer Ministro, considerando también que por la Decisión no. 5 de 15.02.2013 del Parlamento de la República de Moldavia, publicado en el Boletín Oficial el 22.02.2013, el Sr. Vladimir Plahotniuc recibió un voto de no confianza, siendo acusado de participar en actividades ilegales que son perjudiciales para la imagen del Parlamento y la República de Moldavia".
A continuación, el presidente Nicolae Timofti nombró a Ion Păduraru como primer ministro. Después de que Ion Păduraru dejó de postularse a primer ministro con el fin evitar elecciones anticipadas, la mayoría parlamentaria con el voto de 57 de los 101 diputados, eligió al primer ministro Pavel Filip, el exministro de tecnología e información. Después de la investidura del Gobierno de Filip, se reanudaron una serie de grandes protestas.
El 13 de diciembre, Mihai Ghimpul retiró su apoyo político a Anatol Salaru (Ministro de Defensa). El 27 de diciembre, Igor Dodon firmó el decreto sobre el despido de Anatol Salaru del cargo de ministro de defensa.

## Composición del gabinete
| Ministerio                                                       | Nombre            | Partido       | En función               | Hasta                    |
| ---------------------------------------------------------------- | ----------------- | ------------- | ------------------------ | ------------------------ |
| Primer ministro                                                  | Pavel Filip       | PDM           | 20 de enero de 2016      |                          |
| Vice Primer Ministros                                            |                   |               |                          |                          |
| Vice Primer Ministro para la Integración Europea                 | Iurie Leancă      | PPEM          | 10 de enero de 2018      |                          |
| Vice Primer Ministro para Reintegración                          | Cristina Lesnic   | Independiente | 10 de enero de 2018      |                          |
| Ministros                                                        |                   |               |                          |                          |
| Ministerio de Economía e Infraestructura                         | Chiril Gaburici   | Independiente | 10 de enero de 2018      |                          |
| Ministerio de Economía e Infraestructura                         | Octavian Calmîc   | Independiente | 20 de enero de 2016      | 21 de diciembre de 2017  |
| Ministerio de Asuntos Exteriores y e Integración Europea         | Tudor Ulianovschi | Independiente | 10 de enero de 2018      |                          |
| Ministerio de Asuntos Exteriores y e Integración Europea         | Andrei Galbur     | Independiente | 20 de enero de 2016      | 21 de diciembre de 2017  |
| Ministerio del Interior                                          | Alexandru Jizdan  | Independiente | 20 de enero de 2016      |                          |
| Ministerio de Defensa                                            | Eugen Sturza      | PPEM          | 24 de octubre de 2017    |                          |
| Ministerio de Defensa                                            | Anatol Șalaru     | PL            | 30 de julio de 2015      | 27 de diciembre de 2016  |
| Ministerio de Justicia                                           | Victoria Iftodi   | Independiente | 19 de marzo de 2018      |                          |
| Ministerio de Justicia                                           | Alexandru Tănase  | Independiente | 10 de enero de 2018      | 12 de marzo de 2018      |
| Ministerio de Justicia                                           | Vladimir Cebotari | PDM           | 30 de julio de 2015      | 21 de diciembre de 2017  |
| Ministerio de Finanzas                                           | Octavian Armașu   | Independiente | 20 de enero de 2016      |                          |
| Ministerio de Agricultura, Desarrollo Regional y Medio Ambiente. | Nicolae Ciubuc    | Independiente | 25 de septiembre de 2018 |                          |
| Ministerio de Agricultura, Desarrollo Regional y Medio Ambiente. | Liviu Volconovici | Independiente | 10 de enero de 2018      | 19 de septiembre de 2018 |
| Ministerio de Agricultura, Desarrollo Regional y Medio Ambiente. | Vasile Bîtca      | PDM           | 26 de julio de 2017      | 21 de diciembre de 2017  |
| Ministerio de Agricultura, Desarrollo Regional y Medio Ambiente. | Eduard Grama      | Independiente | 30 de julio de 2015      | 20 de marzo de 2017      |
| Ministerio de Educación, Cultura e Investigación.                | Monica Babuc      | PDM           | 26 de julio de 2017      |                          |
| Ministerio de Educación, Cultura e Investigación.                | Corina Fusu       | PL            | 30 de julio de 2015      | 30 de mayo de 2017       |
| Ministerio de Salud, Trabajo y Protección Social.                | Silvia Radu       | Independiente | 25 de septiembre de 2018 |                          |
| Ministerio de Salud, Trabajo y Protección Social.                | Svetlana Cebotari | Independiente | 10 de enero de 2018      | 19 de septiembre de 2018 |
| Ministerio de Salud, Trabajo y Protección Social.                | Stela Grigoraș    | Independiente | 26 de julio de 2017      | 21 de diciembre de 2017  |
| Ministerio de Salud, Trabajo y Protección Social.                | Ruxanda Glavan    | PDM           | 30 de julio de 2015      | 25 de julio de 2017      |
| Miembro ex officio                                               |                   |               |                          |                          |
| Gobernador (Bașcan) de UTA Găgăuzia                              | Irina Vlah        | Independiente | 15 de abril de 2015      |                          |

## Logros
Programa "El Primer Hogar"
En noviembre de 2017, se lanzó el Programa "El Primer Hogar". El propósito del programa es facilitar el acceso a la compra de viviendas para las personas físicas, especialmente para las familias jóvenes, mediante unos contratos de préstamos bancarios parcialmente desembolsados por el Estado. El programa entró en funcionamiento en marzo de 2018. Los analistas comentaron anteriormente que el programa beneficia a los propietarios de las empresas de construcción, asegurándole así que tendrán más clientes. El Ministro de Finanzas se negó a comentar sobre estas suposiciones. Hasta ahora, alrededor de 202 personas ya han recibido créditos para la compra de una vivienda bajo el Programa "Primer Hogar".  En mayo de 2018, se lanzó el programa "Primer Hogar 2", destinado exclusivamente a los funcionarios públicos que hayan trabajado al menos un año en instituciones estatales.  Cerca de 5,000 funcionarios públicos podrían firmar dichos contratos en 2018, ya que el estado ha propuesto asignar 20 millones de lei (MDL) para este programa. El objetivo del programa es motivar a los jóvenes a trabajar en instituciones presupuestarias. Más adelante, en julio de 2018, el Programa Primer Hogar se extendió para hacerlo más accesible para las familias con más niños. El proyecto "Primer Hogar 3" implica compensación gradual de la hipoteca del presupuesto del estado desde 10 hasta 100%, dependiendo del número de niños en la familia.
El programa "Good Roads for Moldova"
En 2018, el Gobierno garantizará la reparación y construcción de 1200 km de carreteras en áreas rurales, dentro del programa nacional "Good Roads for Moldova", independientemente del color político de las localidades. El gobierno aprobó el presupuesto para el programa "Good Roads for Moldova”, siendo asignados 972 millones de lei (MDL). Las reparaciones se llevaron a cabo en más de 1200 aldeas. El Ministerio de Economía e Infraestructura lanzó el mapa en línea "Good Roads for Moldova".  El mapa contiene información actualizada para cada distrito sobre el volumen de trabajo a realizar, en qué etapa se implementa el proyecto, cuántas secciones de carreteras se han restaurado, si están en trabajo o se van a reparar, cuál es el volumen de inversiones, el tipo de trabajo realizado, etc. El mapa en línea se puede ver en www.drumuribune.md.
Reforma del Gobierno
El 26 de julio de 2017, el Gobierno de la República de Moldavia entró en una nueva etapa, en el contexto de la votación el 21 de julio de 2017, por el Parlamento de la nueva estructura del Ejecutivo. Por consiguiente, a raíz de los de unas transferencias de competencias, permanecieron 9 ministerios de las 16. La reforma gubernamental ha generado muchas críticas sobre el proceso de redacción e implementación de esta iniciativa.
La lista de los ministerios indicados resulta del cambio del nombre y la asunción de algunas áreas de actividad, como sigue:
- El Ministerio de Economía se hizo cargo de los campos de actividad del Ministerio de Transporte e Infraestructura Vial y del Ministerio de Tecnología de la Información y Comunicaciones, así como del campo de la construcción del Ministerio de Desarrollo Regional y Construcción, con el cambio de nombre en el Ministerio de Economía e Infraestructura;
- El Ministerio de Cultura ha asumido los campos de actividad del Ministerio de Educación, el Ministerio de Juventud y Deportes y el campo de investigación de la Academia de Ciencias de Moldavia, con el cambio de nombre en el Ministerio de Educación, Cultura e Investigación;
- El Ministerio de Trabajo, Protección Social y Familia se hizo cargo de las actividades del Ministerio de Salud, con el cambio de nombre en el Ministerio de Salud, Trabajo y Protección Social;
- El Ministerio de Desarrollo Regional y Construcción se hizo cargo de los campos de actividad del Ministerio de Agricultura e Industria Alimentaria y del Ministerio de Medio Ambiente, con el cambio de nombre en el Ministerio de Agricultura, Desarrollo Regional y Medio Ambiente.[26][27]

En la reunión del Gobierno del 30 de agosto de 2017, se aprobaron los Reglamentos para la organización y el funcionamiento de los nuevos ministerios, que contienen el organigrama, la estructura del cuerpo central, las áreas de competencia y el personal límite. Todas las empresas de participación estatal mayoritaria ya no se subordinaban a los ministerios, esto para que los ministros sean mas abocados a la política. Las empresas están a cargo de la Agencia de Propiedad Pública , que está subordinada al Gobierno.
Parque de Tecnologías de la Información "Moldova IT Park"
El 1 de enero de 2017, entró en fuerza la Ley no. 77 sobre los parques informáticos.  El 26 de octubre de 2017, 15 empresas de la ATIC presentaron al Ministerio de Economía e Infraestructura de Moldavia una solicitud para el establecimiento de "Moldova IT Park". Posteriormente, el 20 de diciembre de 2017, el Gobierno aprobó las Reglas para la organización y el funcionamiento de la Administración del Parque y el Régimen de Registro de Residentes.
El 1 de enero de 2018, se creó el primer parque informático de TI en Moldavia: "Moldova IT Park", establecido para un período de 10 años, durante el cual se planea atraer a unas 400 empresas informáticas de la República de Moldavia. El objetivo principal de la nueva estructura es proporcionar una plataforma organizativa con un conjunto de mecanismos e instalaciones innovadoras para impulsar el crecimiento de la industria de la tecnología de la información, crear nuevos puestos de trabajo y atraer inversiones locales y extranjeras.  El administrador es nombrado por el Gobierno por un período de 5 años.
Director de la empresa "Ritlabs", Maxim Masiutin, dijo que el parque de TI ofrece condiciones atractivas para los empleados que van a recibir el salario completo que figura en el contrato individual de trabajo, sin ningún tipo de imposición. A su vez, el programador Vitalie Eșanu, una experta en TI, dijo que tales esquemas se llaman "redes económicas" y crean oportunidades para la corrupción.
En los primeros cuatro meses del lanzamiento de "Moldova IT Park", se registraron 164 residentes. Entre las instalaciones y los incentivos fiscales proporcionados a los residentes de parques de TI, el único inconveniente para los residentes actuales y potenciales es el impuesto de 7% de los ingresos por ventas y la eliminación de barreras burocráticas.
Las ventajas del entorno empresarial en el campo de TI en República de Moldavia se presentaron en Iasi, Rumania, en el foro regional de PinAwards. Durante este evento, la República de Moldavia se presentó como un destino atractivo para las empresas de TI, mencionando los beneficios de la Ley de Parques de TI.
Lanzamiento del servicio 112
"112" es el número único de urgencia, activo en todos los Estados miembros de la Unión Europea. El servicio funciona de forma ininterrumpida y todos los ciudadanos pueden llamarla de forma gratuita desde el teléfono fijo y móvil.
El servicio 112 se lanzó en mayo de 2012.  El nuevo sistema automatiza todos los procesos a través de un software de vanguardia. República de Moldavia es el segundo país que utiliza este software. El servicio 112 tiene la tarea de gestionar casos más complejos para asegurar unas intervenciones mas rápidas.
El 29 de marzo de 2018, se lanzó la Llamada nacional única de emergencia 112.
El Primer ministro Pavel Filip dijo en el evento de lanzamiento, que "es un proyecto hermoso, iniciado en 2012. Es una iniciativa del alma para mí". Su implementación duró varios años, sin embargo, lanzamos el Servicio nueve meses antes de lo previsto. A través de él, proporcionaremos a los ciudadanos servicios modernos al igual que en los países de la Unión Europea". El Gobierno aprobó las Reglas de interacción entre el Servicio Nacional Único para Llamadas de Emergencia 112 y los Servicios Especializados de Emergencia para garantizar la intervención inmediata de los rescatistas, médicos o agentes de policía para proporcionar la asistencia necesaria. El Reglamento establece una clara delimitación de los deberes del 112 y los Servicios de emergencia, del Servicio médico de emergencia, de la Inspección General de la Policía y la Inspección General de Emergencia. Entre las competencias básicas del Servicio 112 se encuentran la recepción, gestión y procesamiento de las llamadas de emergencia de toda la República de Moldavia, la cumplimentación de registros de llamadas de emergencia y la centralización, almacenamiento y acceso a datos gestionados bajo el Sistema de Información Automatizado 112.
La mayoría de las llamadas están registradas en los distritos de Chisináu, Bălți, Criuleni, Hîncești.